# سیباچ
سیباچ (به صربی: Sibač) یک منطقهٔ مسکونی در صربستان است که در Pećinci municipality واقع شده‌است. سیباچ ۵۴۴ نفر جمعیت دارد.